# Saint-Gervais-sous-Meymont
Saint-Gervais-sous-Meymont är en kommun i departementet Puy-de-Dôme i regionen Auvergne-Rhône-Alpes i centrala Frankrike. Kommunen ligger i kantonen Olliergues som tillhör arrondissementet Ambert. År 2022 hade Saint-Gervais-sous-Meymont 214 invånare.

## Befolkningsutveckling
Antalet invånare i kommunen Saint-Gervais-sous-Meymont
| Referens: INSEE |